# Ben Poquette
Benedict Jay "Ben" Poquette (Ann Arbor, Míchigan, 7 de mayo de 1955) es un exjugador de baloncesto estadounidense que disputó diez temporadas en la NBA y otras tres en la liga italiana. Con 2,05 metros de altura, lo hacía en la posición de ala-pívot.

## Trayectoria deportiva

### Universidad
Jugó durante cuatro temporadas con los Chippewas de la Universidad Central Míchigan, donde en tres temporadas promedió 11,1 puntos y 8,3 rebotes por partido. Es en la actualidad el quinto jugador con más número de tapones de la historia de la Mid American Conference.

### Profesional
Fue elegido en la trigésimo sexta posición del Draft de la NBA de 1977 por Detroit Pistons, donde jugó dos temporadas como suplente de Leon Douglas. Ante del comienzo de la temporada 1979-80 se convirtió en agente libre, fichando por Utah Jazz. En el equipo mormón se hizo con un hueco en el quinteto titular, jugando su mejor temporada en 1983, cuando acabó promediando 11,0 puntos y 6,9 rebotes por partido.
Al año siguiente fue traspasado a Cleveland Cavaliers, donde tuvo que asumir el papel de suplente de Lonnie Shelton, bajando sus estadísticas hasta los 3,6 puntos y 3,6 rebotes por encuentro. Jugó dos temporadas más con los Cavs, hasta que en febrero de 1987 fue traspasado a Chicago Bulls a cambio de una futura segunda ronda del draft. En el equipo de Michael Jordan se tuvo que conformar con ver el resto de la temporada desde el banquillo, jugando apenas 8 minutos por partido.
Con 31 años decide prolongar su carrera profesional yéndose a jugar a la liga italiana, fichando por el Irge Desio, donde a pesar de promediar en su primera temporada 15,2 puntos y 9,6 rebotes, no puede evitar el descenso del equipo a la Serie A2. Tras una temporada más en el equipo, en 1989 ficha por el San Benedetto Gorizia, también de la Serie A2, donde jugaría su última campaña como profesional, promediando 19,1 puntos y 8,5 rebotes.

## Estadísticas de su carrera en la NBA

### Temporada regular
| Temporada | Edad | Equipo              | Liga | P   | TIT | MIN  | TC  | TCA | %TC  | 3P  | 3PA | %3P  | TL  | TLA | %TL  | R.OF. | R.DEF. | REB | ASIS | ROB | TAP | PER | FP  | PTS  |
| 1977-78   | 22   | Detroit Pistons     | NBA  | 52  |     | 12.0 | 1.8 | 4.3 | .422 |     |     |      | 0.8 | 1.2 | .700 | 1.0   | 1.8    | 2.8 | 0.4  | 0.2 | 0.4 | 0.8 | 1.3 | 4.5  |
| 1978-79   | 23   | Detroit Pistons     | NBA  | 76  |     | 17.6 | 2.6 | 6.1 | .427 |     |     |      | 1.5 | 1.9 | .782 | 1.3   | 3.1    | 4.4 | 0.8  | 0.5 | 1.3 | 0.9 | 2.6 | 6.7  |
| 1979-80   | 24   | Utah Jazz           | NBA  | 82  |     | 28.6 | 3.6 | 6.9 | .523 | 0.0 | 0.0 | .000 | 1.7 | 2.0 | .832 | 1.5   | 5.3    | 6.8 | 1.6  | 0.5 | 2.0 | 1.3 | 3.5 | 8.9  |
| 1980-81   | 25   | Utah Jazz           | NBA  | 82  |     | 34.2 | 4.0 | 7.5 | .528 | 0.0 | 0.1 | .500 | 1.5 | 2.0 | .778 | 2.0   | 5.7    | 7.7 | 2.0  | 0.8 | 2.1 | 1.5 | 4.2 | 9.5  |
| 1981-82   | 26   | Utah Jazz           | NBA  | 82  | 56  | 20.7 | 2.7 | 5.2 | .514 | 0.0 | 0.1 | .300 | 1.2 | 1.5 | .808 | 1.4   | 3.6    | 5.0 | 1.1  | 0.6 | 0.8 | 0.8 | 2.9 | 6.6  |
| 1982-83   | 27   | Utah Jazz           | NBA  | 75  | 50  | 31.1 | 4.4 | 9.3 | .472 | 0.0 | 0.1 | .200 | 2.2 | 2.9 | .751 | 2.1   | 4.9    | 6.9 | 2.2  | 0.9 | 1.5 | 1.3 | 3.5 | 11.0 |
| 1983-84   | 28   | Cleveland Cavaliers | NBA  | 51  | 4   | 16.8 | 1.5 | 3.4 | .439 | 0.0 | 0.1 | .200 | 0.7 | 0.8 | .791 | 1.1   | 2.5    | 3.6 | 1.0  | 0.4 | 0.6 | 0.5 | 2.2 | 3.6  |
| 1984-85   | 29   | Cleveland Cavaliers | NBA  | 79  | 6   | 21.0 | 2.7 | 5.8 | .460 | 0.0 | 0.2 | .176 | 1.4 | 1.7 | .796 | 1.9   | 4.1    | 6.0 | 1.0  | 0.6 | 0.7 | 0.9 | 2.8 | 6.7  |
| 1985-86   | 30   | Cleveland Cavaliers | NBA  | 81  | 3   | 18.5 | 2.0 | 4.3 | .477 | 0.0 | 0.1 | .200 | 0.9 | 1.2 | .720 | 1.5   | 3.1    | 4.6 | 1.0  | 0.4 | 0.4 | 0.8 | 2.3 | 5.0  |
| 1986-87   | 31   | TOTAL               | NBA  | 58  | 2   | 10.4 | 1.1 | 2.1 | .508 | 0.0 | 0.1 | .000 | 0.7 | 0.9 | .800 | 0.5   | 1.2    | 1.7 | 0.6  | 0.2 | 0.6 | 0.4 | 1.3 | 2.8  |
| 1986-87   | 31   | Cleveland Cavaliers | NBA  | 37  | 1   | 11.8 | 1.1 | 2.2 | .500 | 0.0 | 0.1 | .000 | 0.8 | 1.1 | .795 | 0.5   | 1.5    | 2.1 | 0.8  | 0.2 | 0.6 | 0.5 | 1.4 | 3.1  |
| 1986-87   | 31   | Chicago Bulls       | NBA  | 21  | 1   | 8.0  | 1.0 | 1.9 | .525 | 0.0 | 0.0 | .000 | 0.4 | 0.5 | .818 | 0.5   | 0.7    | 1.1 | 0.3  | 0.1 | 0.6 | 0.2 | 1.2 | 2.4  |
| Total     |      |                     | NBA  | 718 | 121 | 22.0 | 2.8 | 5.7 | .483 | 0.0 | 0.1 | .220 | 1.3 | 1.7 | .779 | 1.5   | 3.7    | 5.2 | 1.2  | 0.5 | 1.1 | 1.0 | 2.8 | 6.8  |

### Playoffs
| Temporada | Edad | Equipo              | Liga | P | MIN | TCA | TC | 3PA | 3P | TLA | TL | R.OF. | REB | ASIS | ROB | TAP | PER | FP | PTS | %TC  | %3P | %FT  | MIN  | PTS | REB | AST |
| 1984-85   | 29   | Cleveland Cavaliers | NBA  | 4 | 91  | 13  | 21 | 0   | 0  | 4   | 5  | 4     | 14  | 1    | 2   | 6   | 4   | 16 | 30  | .619 |     | .800 | 22.8 | 7.5 | 3.5 | 0.3 |
| Total     |      |                     | NBA  | 4 | 91  | 13  | 21 | 0   | 0  | 4   | 5  | 4     | 14  | 1    | 2   | 6   | 4   | 16 | 30  | .619 |     | .800 | 22.8 | 7.5 | 3.5 | 0.3 |